# Гайда (музыкальный инструмент)
Гайда (болг. гайда, макед. гајда, греч. γκάιντα, серб. gajde, алб. gajdja) — балканская разновидность волынки, известная 
болгарам, македонцам, грекам, сербам, хорватам, албанцам и словенцам.

## Устройство
Мех, как правило, овечий или козий.

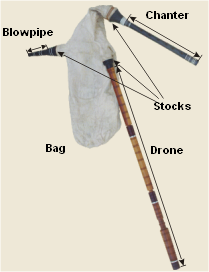
Устройство гайды

Трубы из кизилового дерева, тростника или бамбука. Они меньше промокают от дождя.

## Использование
Используется как сольный и ансамблевый инструмент для народных танцев и песен.

## Музыканты, играющие на гайде
- Костадин Варимезов
- Радослав Паскалев
- Дафо Трендафилов
- Георги Дюльгер